# 1961. január 16-i konzisztórium
Az 1961. január 16-i konzisztóriumot XXIII. János pápa hívta össze 1960. december 16-án. Összesen 4 új bíborost kreált.
| Nº                     | Ország                    | Név                          | Életkor                | Hivatal                              |
| Pápaválasztó bíborosok | Pápaválasztó bíborosok    | Pápaválasztó bíborosok       | Pápaválasztó bíborosok | Pápaválasztó bíborosok               |
| ---------------------- | ------------------------- | ---------------------------- | ---------------------- | ------------------------------------ |
| 1                      | Amerikai Egyesült Államok | Joseph Elmer Ritter          | 68                     | a Saint Louis-i főegyházmegye érseke |
| 2                      | Venezuela                 | José Humberto Quintero Parra | 58                     | a Caracasi főegyházmegye érseke      |
| 3                      | Kolumbia                  | Luis Concha Córdoba          | 69                     | a Bogotái főegyházmegye érseke       |
| 4                      | Olaszország               | Giuseppe Antonio Ferretto    | 61                     | a Bíborosi Kollégium titkára         |